# Конно Ясуюкі
Конно Ясуюкі (яп. 今野 泰幸, нар. 25 січня 1983, Сендай) — японський футболіст, півзахисник клубу «Гамба Осака».
Насамперед відомий виступами за «Токіо», а також національну збірну Японії.

## Клубна кар'єра
У дорослому футболі дебютував 2001 року виступами за «Консадолє Саппоро», в якому провів два сезони, взявши участь у 65 матчах чемпіонату. Більшість часу, проведеного у складі «Консадолє Саппоро», був основним гравцем команди.
Своєю грою за цю команду привернув увагу представників тренерського штабу клубу «Токіо», до складу якого приєднався на початку 2004 року. Відіграв за токійську команду наступні вісім сезонів своєї ігрової кар'єри. Граючи у складі «Токіо» також здебільшого виходив на поле в основному складі команди і допоміг клубу виграти два кубки ліги і один кубок Імператора.
До складу клубу «Гамба Осака» приєднався на початку 2012 року. Наразі встиг відіграти за команду з Осаки 29 матчів в національному чемпіонаті.

## Виступи за збірну
Грав за молодіжну збірну Японії на чемпіонаті світу 2003 і олімпійську збірну на Олімпійських іграх 2004 року. 
3 серпня 2005 року дебютував в національній збірній Японії в матчі з Китаєм. 
У складі збірної був учасником кубка Азії з футболу 2007 року, чемпіонату світу 2010 року у ПАР, кубка Азії з футболу 2011 року у Катарі, здобувши того року титул переможця турніру, та розіграшу Кубка конфедерацій 2013 року у Бразилії.
Наразі провів у формі головної команди країни 71 матч, забивши 1 гол.

## Титули і досягнення
- Клубні: 
  - Володар Кубка Джей-ліги: 2004, 2009, 2014
  - Володар  Кубка Імператора: 2011, 2014, 2015
  - Володар Кубка банку Суруга: 2010
  - Чемпіон Японії: 2014
- У складі збірної: 
  - Чемпіон Азії: 2011